# أندي جارنر
أندي جارنر (بالإنجليزية: Andy Garner)‏ (8 مارس 1966 في المملكة المتحدة - ) هو لاعب كرة قدم بريطاني في مركز الوسط. لعب مع ديربي كاونتي ونادي بلاكبول ونادي بيرتن ألبيون وGresley Rovers F.C. ‏.

## وصلات خارجية
- أندي جارنر على موقع قاعدة بيانات كرة القدم.إي يو (الإنجليزية)
- أندي جارنر على موقع Soccerbase.com (لاعب) (الإنجليزية)